# Jean-Marc Doussain
Jean-Marc Doussain (Tolosa, 12 febbraio 1991) è un rugbista a 15 francese, mediano d'apertura del Lione in Top 14.

## Biografia
Nativo di Tolosa, ma originario di Sainte-Croix-Volvestre (Ariège), fu in quest'ultimo paese che Doussain iniziò a muovere i primi passi rugbistici.
A 16 anni, nel 2007, fu ingaggiato dal Tolosa, con cui debuttò in prima squadra nel novembre 2009.
Contemporaneamente fu selezionato per rappresentare la Francia a livello Under-20 e, un anno dopo il suo esordio in campionato, il Tolosa offrì a Doussain il suo primo contratto professionistico.
Scelto da Marc Lièvremont per la selezione della Francia alla Coppa del Mondo di rugby 2011, ha conosciuto l'esordio internazionale durante la finale del torneo, persa 7-8 contro la Nuova Zelanda.

## Palmarès
- Campionati francesi: 2
Tolosa: 2010-11, 2011-12